# Jan Kratochvíle
Jan Kratochvíle (9. května 1828 Kardašova Řečice – 28. srpna 1880 Praha) byl český právník, novinář a politik, v 2. polovině 19. století poslanec Českého zemského sněmu a Říšské rady.

## Biografie
Profesí byl právníkem. Měl praxi v Soběslavi, později působil jako právník v Praze. Publikoval právní studie. V letech 1864 a 1865 přispíval pro Národní listy sérií novinářských reportáží ze sněmu. Sepsal podrobné pojednání o obecním řádu (systém komunálních voleb).
Po obnovení ústavního života v Rakouském císařství počátkem 60. let 19. století se zapojil do zemské a celostátní politiky. V zemských volbách v Čechách v roce 1861 byl zvolen v kurii venkovských obcí (volební obvod Tábor – Mladá Vožice – Soběslav – Veselí) do Českého zemského sněmu. Zvolen byl jako oficiální kandidát českého volebního výboru (Národní strana). Opětovně byl zvolen do sněmu za týž obvod v zemských volbách v lednu 1867 i v krátce poté konaných zemských volbách v březnu 1867.
V srpnu 1868 patřil mezi 81 signatářů státoprávní deklarace českých poslanců, v níž česká politická reprezentace odmítla centralistické směřování státu a hájila české státní právo. Čeští poslanci tehdy praktikovali politiku pasivní rezistence, při níž bojkotovali práci zemského sněmu. Kvůli absenci tak byli zbavování mandátů a v nově vypsaných doplňovacích volbách byli vesměs manifestačně voleni znovu. Kratochvíle byl takto Zbaven mandátu pro absenci v září 1868. Zvolen byl znovu v doplňovacích volbách v září 1869. Mandát obhájil také v řádných zemských volbách v roce 1870 a zemských volbách v roce 1872. Následovala opět ztráta mandátu pro neúčast na práci sněmu a opětovné zvolení v doplňovacích volbách v říjnu 1873. Po další ztrátě poslaneckého křesla již ale na jeho místo ve volebním obvodu Tábor – Mladá Vožice – Soběslav – Veselí usedl roku 1874 Emanuel Kletečka.
V téže době také několikrát zasedal v Říšské radě (celostátní zákonodárný sbor), kam ho vyslal zemský sněm poprvé v květnu 1864 (tehdy ještě Říšská rada nevolena přímo, ale tvořena delegáty jednotlivých zemských sněmů). Znovu sem byl delegován v roce 1871. Nedostavil se ale do sněmovny, a proto byl jeho mandát 11. června 1872 prohlášen za zaniklý. Do vídeňského parlamentu byl zvolen i v prvních přímých volbách do Říšské rady roku 1873 za kurii venkovských obcí, obvod Tábor, Pelhřimov atd. I nyní ale postupoval ve shodě s českou politickou reprezentací a bojkotoval práci parlamentu. Z politických důvodů se nedostavil do sněmovny, čímž byl jeho mandát prohlášen za zaniklý.
V posledních letech před smrtí se s rodinou ocitl v „krutých ekonomických poměrech.“ V dubnu 1879 onemocněl a od té doby již se neuzdravil. Zemřel na zánět plic v zemském ústavu pro choromyslné. Pohřben byl na Olšanských hřbitovech.